# Porto di Mare

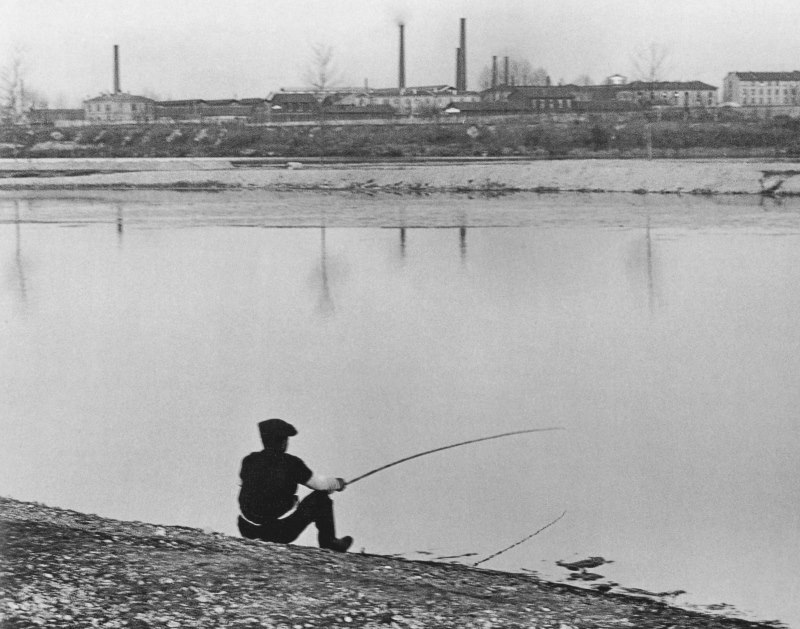
Pescatore sulle rive del laghetto artificiale creatosi a causa dei lavori di realizzazione di Porto di Mare, bacino portuale di Milano che non fu mai completato, in una foto degli anni trenta del XX secolo

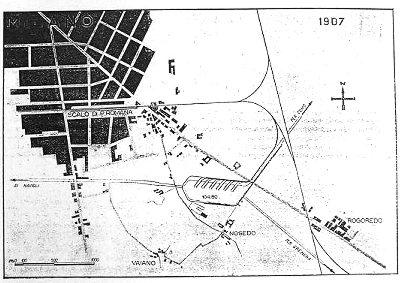
L'evoluzione dell'area di Porto di Mare, progetti del 1907. Il bacino artificiale, che non fu mai completato, si riconosce dalle tre banchine disposte a spina di pesce

Porto di Mare è una località nella zona sud di Milano, tra il confine della città e il quartiere Corvetto.
Secondo un progetto del 1917, nella zona doveva essere collocato il porto fluviale destinato a sostituire la Darsena di Porta Ticinese, ma i lavori non furono mai conclusi. Porto di Mare sarebbe stata l'area portuale destinata all'approdo del traffico fluviale navigante il canale Milano-Cremona-Po, che fu scavato per circa 16 chilometri e lasciato anch'esso incompiuto. Il raggiungimento del fiume Po avrebbe poi consentito il collegamento di Milano con il mare Adriatico, da cui il nome "Porto di Mare".

## Contesto storico
Quando, nei primi decenni del Novecento, si cominciò a parlare di interrare la Cerchia dei Navigli, ovvero la cosiddetta fossa interna, anche i più convinti sostenitori della navigazione sui canali interni si trovarono in difficoltà: infatti, i mancati ammodernamenti dell'ultimo secolo avevano reso il sistema navigabile ormai obsoleto, con canali stretti e inadatti alla navigazione a motore; vi erano difficoltà nel movimentare le merci e il collegamento con il Po era reso complicato e macchinoso dalle dodici conche da superare lungo il Naviglio Pavese.

## Storia

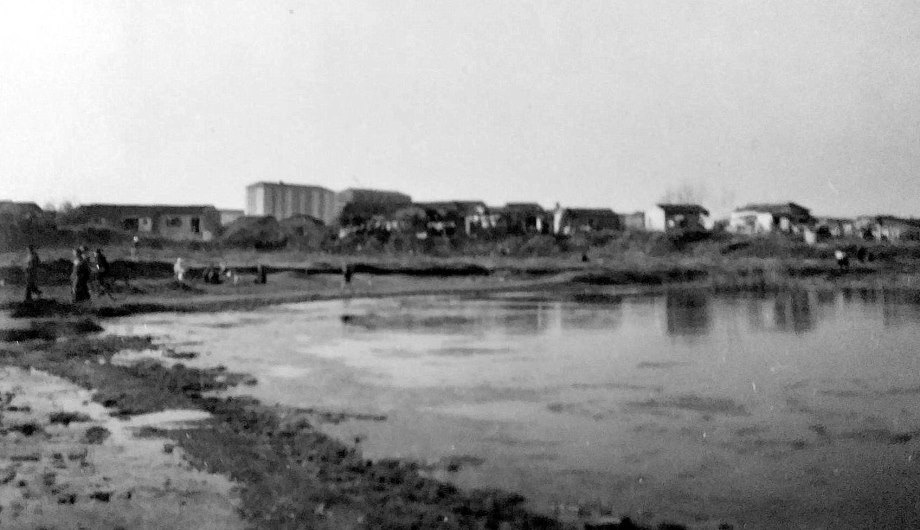
Porto di Mare negli anni cinquanta del XX secolo

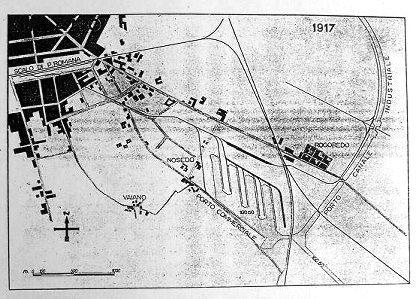
L'evoluzione dell'area di Porto di Mare, progetti del 1917

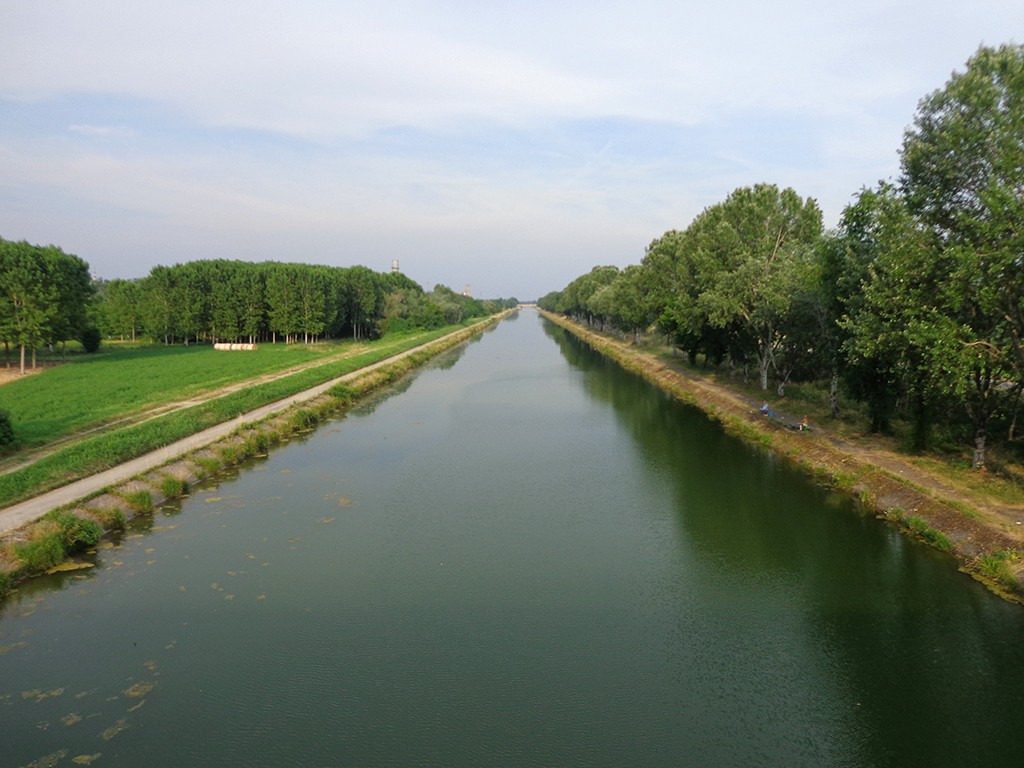
Un tratto del canale Milano-Cremona-Po a Spinadesco, poi lasciato incompiuto

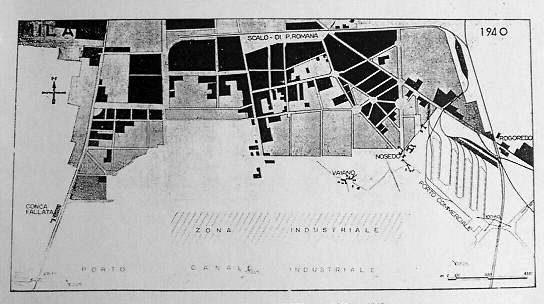
L'evoluzione dell'area di Porto di Mare, progetti del 1940

Il genio civile presentò, nel 1907, un progetto che prevedeva un porto a Rogoredo, a sud di Porta Romana, punto naturale di convergenza delle acque che colano dalla città; il progetto fu approvato nel 1917, l'anno dopo si costituì l'azienda portuale e in quello successivo cominciarono i lavori con lo scavo del bacino portuale e dei canali verso Cremona per 20 chilometri circa.
Nel 1922 i lavori furono sospesi perché l'acqua di falda aveva riempito naturalmente lo scavo e i pescatori se ne erano appropriati. 
Dal 1925 al 1928 l'area venne anche sfruttata come cava per la ghiaia da utilizzare per la costruzione del nuovo quartiere popolare Regina Elena che stava sorgendo in piazza Gabrio Rosa sotto la direzione dell'architetto Giovanni Broglio.
Il progetto venne ripreso nel 1941: finita la seconda guerra mondiale fu integralmente ricompreso nel piano regolatore del 1953, ma i lavori non iniziarono mai.
Negli anni che precedettero l'istituzione della Regione Lombardia nel 1970, il collegamento idroviario via Po con l'Adriatico venne riaffermato nei documenti programmatici come scelta strategica per lo sviluppo dell'economia lombarda e nel 1972 iniziarono i lavori con lo scavo di un canale da Cremona all'Adda. I lavori di scavo del canale vennero abbandonati dopo aver superato Cremona e aver raggiunto Pizzighettone, a 16 chilometri circa dal Po (in totale, il canale, se completato, avrebbe misurato 65 chilometri). 
Nel 2009 è stato presentato per l'area un progetto che prevede la realizzazione nel quartiere milanese di Porto di Mare, su una superficie di 1.200.000 metri quadrati, l'edificazione della "cittadella giudiziaria" per razionalizzare servizi e uffici ora disseminati per la città. Slittato di un anno, il progetto, con l'avallo del ministero della giustizia, è stato poi ripresentato nel 2010 ma poi accantonato.
Il progetto del canale Milano-Cremona-Po non è stato abbandonato dalla regione Lombardia: periodicamente ci sono proposte per riprendere i lavori e completare l'opera.